# Let 3
Let 3 ist eine kroatische Rockband aus Rijeka, die im Jahr 1986 gegründet worden ist. 2023 wurde sie zum Vertreter Kroatiens beim Eurovision Song Contest gewählt.

## Geschichte
Die Band wurde 1986 von Damir Martinović und Zoran Prodanović als Let 2 gegründet. Als ein Jahr später noch Mitglieder der Performance-Gruppe Strukturne Ptice hinzukamen, war die Gruppe geboren. 1989 erschien das Debütalbum Two Dogs Fuckin’.
Die Musiker erhielten den Ruf, Rockmusik, Kunst und übertriebene Theatralik und Kostümierung mit provokanten Thesen zu verbinden.
Das Album Nečuveno wurde 1997 in kleiner Auflage vertrieben und enthält keinerlei hörbaren Inhalt. 2006 wurden die Musiker aufgrund eines Nackt-Auftritts mit einer Geldbuße bestraft.
Im Februar 2023 wurde bekanntgegeben, dass Let 3 Kroatien beim Eurovision Song Contest 2023 mit dem Song Mama ŠČ! vertreten wird, nachdem diese den nationalen Vorentscheid Dora 2023 gewonnen haben. Kroatien erreichte mit 123 Punkten den 13. Platz.
Im Dezember 2023 gab der Sender HRT bekannt, dass die Band mit dem Song Babaroga erneut am kroatischen Vorentscheid Dora 2024 teilnehmen wird. Im Finale des Vorentscheid belegte Let 3 mit 79 Punkten den 3. Platz.

## Diskografie

### Alben
- 1989: Two Dogs Fuckin’
- 1991: El Desperado
- 1994: Peace
- 1996: Živi kurac
- 1997: Nečuveno
- 2000: Jedina
- 2005: Bombardiranje Srbije i Čačka
- 2008: Živa pička (uživo)
- 2013: Kurcem do vjere/Thank You Lord
- 2016: Angela Merkel sere

### Singles
- 1994: Kontinentio (EP)
- 2005: Rado ide Srbin u vojnike
- 2023: Mama ŠČ! (Platz 1 in Kroatien)